# اکسس اینداستریز
اکسس اینداستریز (انگلیسی: Access Industries) شرکت خوشه‌ای آمریکایی است، که در زمینه منابع طبیعی، صنایع نفت و گاز، املاک و مستغلات، صنایع شیمیایی، رسانه‌های گروهی و مخابرات فعالیت می‌نماید.
شرکت اکسس اینداستریز در سال ۱۹۸۶ توسط لئونارد بلاواتیک راه‌اندازی شد و در حال حاضر دارای سهام در شرکت‌هایی چون گروه موسیقی وارنر، تی‌ان‌کی-بی‌پی، روسال، کارتون نت‌ورک، شبکه تلویزیونی دیسکاوری، یورو اسپرت و گروه پرفورم می‌باشد. دفتر مرکزی این شرکت در شهر نیویورک، ایالات متحده آمریکا قرار دارد.